# Episodi di Catastrofici castori (terza stagione)
La terza stagione della serie animata Catastrofici castori, composta da 22 episodi , è stata trasmessa negli Stati Uniti, da Nickelodeon, dal 14 marzo 1999 al 18 marzo 2000.
In Italia la stagione è stata trasmessa su Rai 2.
| nº  | Titolo originale                                     | Titolo italiano             | Prima TV USA      | Prima TV Italia |
| --- | ---------------------------------------------------- | --------------------------- | ----------------- | --------------- |
| 1a  | My Bunny-Guard                                       | Coniglio da guardia         | 14 marzo 1999     |                 |
| 1b  | What's Eating You?                                   | Fame cavernosa              | 14 marzo 1999     |                 |
| 2a  | Omega Beaver                                         | Castoro omega               | 21 marzo 1999     |                 |
| 2b  | Bite This!                                           | Mordi a letto               | 21 marzo 1999     |                 |
| 3a  | Spooky Spoots                                        | Diga infestata              | 28 marzo 1999     |                 |
| 3b  | Up All Night 2: Up All Day. The Reckoning            | Insonnia                    | 28 marzo 1999     |                 |
| 4a  | Muscular Beaver 3                                    | Mega bicipite 3             | 4 aprile 1999     |                 |
| 4b  | Sang 'em High                                        |                             | 4 aprile 1999     |                 |
| 5a  | In Search of Big Byoo-Tox                            |                             | 11 aprile 1999    |                 |
| 5b  | Moronathon Man                                       |                             | 11 aprile 1999    |                 |
| 6a  | The Legend of Kid Friendly                           | La leggenda di Kid Friendly | 18 aprile 1999    |                 |
| 6b  | Silent But Deadly                                    | Silenzio o sei morto        | 18 aprile 1999    |                 |
| 7a  | Tough Love                                           |                             | 20 giugno 1999    |                 |
| 7b  | A Little Dad'll Do You                               |                             | 20 giugno 1999    |                 |
| 8a  | Pass It On!                                          | Passaparola                 | 7 agosto 1999     |                 |
| 8b  | Stump's Family Reunion                               |                             | 7 agosto 1999     |                 |
| 9a  | Muscular Beaver 4                                    | Mega bicipite 4             | 14 agosto 1999    |                 |
| 9b  | Act Your Age                                         |                             | 14 agosto 1999    |                 |
| 10a | Too Loose Latrine                                    |                             | 21 agosto 1999    |                 |
| 10b | Pack Your Dags                                       | Perdita nel bagno           | 21 agosto 1999    |                 |
| 11a | Daggy Dearest                                        | Cocco di Daggy              | 28 agosto 1999    |                 |
| 11b | Dag's List                                           | La lista di Dag             | 28 agosto 1999    |                 |
| 12a | Mistaken Identity                                    |                             | 11 settembre 199  |                 |
| 12b | Easy Peasy Rider                                     |                             | 11 settembre 199  |                 |
| 13a | Stare and Stare Alike!                               |                             | 25 settembre 1999 |                 |
| 13b | I am Not an Animal, I'm Scientist #1                 |                             | 25 settembre 1999 |                 |
| 14a | Norberto y Daggetto en El Grapadura y el Castor Malo |                             | 16 ottobre 1999   |                 |
| 14b | The Loogie Hawk                                      |                             | 16 ottobre 1999   |                 |
| 15a | Kreature Komforts                                    |                             | 23 ottobre 1999   |                 |
| 15b | Oh, Brother?                                         |                             | 23 ottobre 1999   |                 |
| 16a | Das Spoot                                            |                             | 6 novembre 1999   |                 |
| 16b | Sqotters                                             |                             | 6 novembre 1999   |                 |
| 17a | Long Tall Daggy                                      |                             | 4 dicembre 1999   |                 |
| 17b | Practical Jerks                                      |                             | 4 dicembre 1999   |                 |
| 18a | Nice & Lonely                                        |                             | 11 dicembre 1999  |                 |
| 18b | Soccer? I Hardly Knew Him!                           |                             | 11 dicembre 1999  |                 |
| 19a | Brothers... To the End?                              |                             | 31 dicembre 1999  |                 |
| 19b | Euro Beavers                                         |                             | 31 dicembre 1999  |                 |
| 20a | Slap Happy                                           |                             | 4 marzo 2000      |                 |
| 20b | Home Loners                                          |                             | 4 marzo 2000      |                 |
| 21a | Ugly Roomers                                         |                             | 11 marzo 2000     |                 |
| 21b | Finger Lickin' Goofs                                 |                             | 11 marzo 2000     |                 |
| 22a | Strange Allure                                       |                             | 18 marzo 2000     |                 |
| 22b | Partying Is Such Sweet Sorrow                        |                             | 18 marzo 2000     |                 |